# لوك وليامز (لاعب كرة قدم)
لوك وليامز (بالإنجليزية: Luke Williams)‏ (و. 1993  م) هو لاعب كرة قدم، من المملكة المتحدة، ولد في ميدلزبرة، يلعب كمهاجم.

## روابط خارجية
- لوك وليامز على موقع قاعدة بيانات كرة القدم.إي يو (الإنجليزية)
- لوك وليامز على موقع Soccerbase.com (لاعب) (الإنجليزية)
- لوك وليامز على موقع Soccerway.com (الإنجليزية)
- لوك وليامز على موقع عالم كرة القدم.نت (الإنجليزية)
- لوك وليامز على موقع GSA (الإنجليزية)